# Brisbane International 2020 - Qualificazioni singolare
Le qualificazioni del singolare dello Brisbane International 2020 sono un torneo di tennis preliminare per accedere alla fase finale della manifestazione. Le vincitrici dell'ultimo turno entrano di diritto nel tabellone principale. In caso di ritiro di una o più giocatrici aventi diritto, a queste subentrano le lucky loser, ossia le giocatrici che hanno perso nell'ultimo turno ma che hanno una classifica più alta rispetto alle altre partecipanti che hanno comunque perso nel turno finale.

## Teste di serie
1. Yulia Putintseva (qualificata)
2. Kristina Mladenovic (secondo turno)
3. Veronika Kudermetova (ultimo turno)
4. Jennifer Brady (qualificata)

1. Marie Bouzková (qualificata)
2. Fiona Ferro (primo turno)
3. Bernarda Pera (primo turno)
4. Viktorija Golubic (secondo turno)

## Qualificate
1. Yulia Putintseva
2. Liudmila Samsonova

1. Marie Bouzková
2. Jennifer Brady

## Tabellone

### Legenda
| - Q = Qualificato - WC = Wild card - LL = Lucky loser | - ALT = Alternate - SE = Special Exempt - PR = Protected Ranking | - w/o = Walkover - r = Ritirato - d = Squalificato |

### Sezione 1
|  | Primo turno       | Primo turno        | Primo turno        | Primo turno | Primo turno |  |  | Secondo turno | Secondo turno      | Secondo turno | Secondo turno      | Secondo turno      |   |   | Ultimo turno | Ultimo turno     | Ultimo turno     | Ultimo turno | Ultimo turno |  |
|  |                   |                    |                    |             |             |  |  |               |                    |               |                    |                    |   |   |              |                  |                  |              |              |  |
|  | 1                 | Yulia Putintseva   | Yulia Putintseva   | 6           | 6           |  |  |               |                    |               |                    |                    |   |   |              |                  |                  |              |              |  |
|  |                   | Harriet Dart       | Harriet Dart       | 4           | 3           |  |  | 1             | Yulia Putintseva   | 5             | 6                  | 6                  |   |   |              |                  |                  |              |              |  |
|  | Madison Brengle   | Madison Brengle    | Madison Brengle    | 6           | 6           |  |  |               | Madison Brengle    | 7             | 2                  | 1                  |   |   |              |                  |                  |              |              |  |
|  | Katarina Zavatska | Katarina Zavatska  | Katarina Zavatska  | 2           | 3           |  |  |               |                    |               |                    |                    |   |   | 1            | Yulia Putintseva | Yulia Putintseva | 6            | 6            |  |
|  | WC                | Destanee Aiava     | Destanee Aiava     | 3           | 4           |  |  |               |                    |               | Anastasia Potapova | Anastasia Potapova | 4 | 3 |              |                  |                  |              |              |  |
|  |                   | Anastasia Potapova | Anastasia Potapova | 6           | 6           |  |  |               | Anastasia Potapova | 2             | 7                  | 6                  |   |   |              |                  |                  |              |              |  |
|  |                   | Rebecca Šramková   | Rebecca Šramková   | 2           | 2           |  |  | 8             | Viktorija Golubic  | 6             | 5                  | 2                  |   |   |              |                  |                  |              |              |  |
|  | 8                 | Viktorija Golubic  | Viktorija Golubic  | 6           | 6           |  |  |               |                    |               |                    |                    |   |   |              |                  |                  |              |              |  |

### Sezione 2
|  | Primo turno               | Primo turno               | Primo turno   | Primo turno | Primo turno |  |  | Secondo turno             | Secondo turno             | Secondo turno       | Secondo turno | Secondo turno |    |   | Ultimo turno       | Ultimo turno       | Ultimo turno       | Ultimo turno | Ultimo turno |  |
|  |                           |                           |               |             |             |  |  |                           |                           |                     |               |               |    |   |                    |                    |                    |              |              |  |
|  | 2                         | Kristina Mladenovic       | 6             | 4           | 6           |  |  |                           |                           |                     |               |               |    |   |                    |                    |                    |              |              |  |
|  | WC                        | Ellen Perez               | 4             | 6           | 4           |  |  | 2                         | Kristina Mladenovic       | Kristina Mladenovic | 1             | 4             |    |   |                    |                    |                    |              |              |  |
|  |                           | Liudmila Samsonova        | 7             | 64          | 6           |  |  |                           | Liudmila Samsonova        | Liudmila Samsonova  | 6             | 6             |    |   |                    |                    |                    |              |              |  |
|  | WC                        | Kaylah McPhee             | 67            | 7           | 4           |  |  |                           |                           |                     |               |               |    |   | Liudmila Samsonova | Liudmila Samsonova | Liudmila Samsonova | 7            | 6            |  |
|  | Anna Karolína Schmiedlová | Anna Karolína Schmiedlová | 0             | 6           | 6           |  |  |                           |                           | Marta Kostyuk       | Marta Kostyuk | Marta Kostyuk | 64 | 4 |                    |                    |                    |              |              |  |
|  | Viktoriya Tomova          | Viktoriya Tomova          | 6             | 4           | 4           |  |  | Anna Karolína Schmiedlová | Anna Karolína Schmiedlová | 7                   | 4             | 3             |    |   |                    |                    |                    |              |              |  |
|  |                           | Marta Kostyuk             | Marta Kostyuk | 7           | 6           |  |  | Marta Kostyuk             | Marta Kostyuk             | 5                   | 6             | 6             |    |   |                    |                    |                    |              |              |  |
|  | 7                         | Bernarda Pera             | Bernarda Pera | 6           | 4           |  |  |                           |                           |                     |               |               |    |   |                    |                    |                    |              |              |  |

### Sezione 3
|  | Primo turno           | Primo turno           | Primo turno          | Primo turno | Primo turno |  |  | Secondo turno | Secondo turno         | Secondo turno   | Secondo turno  | Secondo turno |   |   | Ultimo turno | Ultimo turno         | Ultimo turno | Ultimo turno | Ultimo turno |  |
|  |                       |                       |                      |             |             |  |  |               |                       |                 |                |               |   |   |              |                      |              |              |              |  |
|  | 3                     | Veronika Kudermetova  | Veronika Kudermetova | 7           | 6           |  |  |               |                       |                 |                |               |   |   |              |                      |              |              |              |  |
|  |                       | Barbara Haas          | Barbara Haas         | 5           | 3           |  |  | 3             | Veronika Kudermetova  | 5               | 6              | 6             |   |   |              |                      |              |              |              |  |
|  | Maddison Inglis       | Maddison Inglis       | 6                    | 3           | 5           |  |  |               | Natalia Vikhlyantseva | 7               | 4              | 2             |   |   |              |                      |              |              |              |  |
|  | Natalia Vikhlyantseva | Natalia Vikhlyantseva | 4                    | 6           | 7           |  |  |               |                       |                 |                |               |   |   | 3            | Veronika Kudermetova | 5            | 6            | 3            |  |
|  | Lizette Cabrera       | Lizette Cabrera       | Lizette Cabrera      | 6           | 6           |  |  |               |                       | 5               | Marie Bouzková | 7             | 4 | 6 |              |                      |              |              |              |  |
|  | Whitney Osuigwe       | Whitney Osuigwe       | Whitney Osuigwe      | 2           | 1           |  |  |               | Lizette Cabrera       | Lizette Cabrera | 5              | 4             |   |   |              |                      |              |              |              |  |
|  |                       | Kaia Kanepi           | Kaia Kanepi          | 5           | 3           |  |  | 5             | Marie Bouzková        | Marie Bouzková  | 7              | 6             |   |   |              |                      |              |              |              |  |
|  | 5                     | Marie Bouzková        | Marie Bouzková       | 7           | 6           |  |  |               |                       |                 |                |               |   |   |              |                      |              |              |              |  |

### Sezione 4
|  | Primo turno          | Primo turno          | Primo turno          | Primo turno | Primo turno |  |  | Secondo turno | Secondo turno        | Secondo turno        | Secondo turno | Secondo turno |    |   | Ultimo turno | Ultimo turno   | Ultimo turno   | Ultimo turno | Ultimo turno |  |
|  |                      |                      |                      |             |             |  |  |               |                      |                      |               |               |    |   |              |                |                |              |              |  |
|  | 4                    | Jennifer Brady       | Jennifer Brady       | 6           | 6           |  |  |               |                      |                      |               |               |    |   |              |                |                |              |              |  |
|  |                      | Chloé Paquet         | Chloé Paquet         | 2           | 1           |  |  | 4             | Jennifer Brady       | Jennifer Brady       | 6             | 6             |    |   |              |                |                |              |              |  |
|  | Katarzyna Kawa       | Katarzyna Kawa       | Katarzyna Kawa       | 3           | 5           |  |  |               | Francesca Di Lorenzo | Francesca Di Lorenzo | 2             | 0             |    |   |              |                |                |              |              |  |
|  | Francesca Di Lorenzo | Francesca Di Lorenzo | Francesca Di Lorenzo | 6           | 7           |  |  |               |                      |                      |               |               |    |   | 4            | Jennifer Brady | Jennifer Brady | 7            | 6            |  |
|  |                      | Varvara Flink        | 2                    | 6           | 4           |  |  |               |                      | WC                   | Storm Sanders | Storm Sanders | 67 | 1 |              |                |                |              |              |  |
|  | WC                   | Storm Sanders        | 6                    | 2           | 6           |  |  | WC            | Storm Sanders        | 6                    | 3             | 6             |    |   |              |                |                |              |              |  |
|  |                      | Heather Watson       | Heather Watson       | 6           | 7           |  |  |               | Heather Watson       | 2                    | 6             | 3             |    |   |              |                |                |              |              |  |
|  | 6                    | Fiona Ferro          | Fiona Ferro          | 2           | 64          |  |  |               |                      |                      |               |               |    |   |              |                |                |              |              |  |